# Scleroconcha
Scleroconcha is een geslacht van kreeftachtigen uit de klasse van de Ostracoda (mosselkreeftjes).

## Soorten
- Scleroconcha appelloefi (Skogsberg, 1920) Poulsen, 1962
- Scleroconcha diplax Kornicker, 1988
- Scleroconcha edentata Hartmann, 1986
- Scleroconcha folinii (Brady, 1871) Mckenzie et al., 1979
- Scleroconcha frons Kornicker, 1975
- Scleroconcha gallardoi Kornicker, 1971
- Scleroconcha nanocristata Chavtur, 1983
- Scleroconcha ochotensis Chavtur, 1978
- Scleroconcha pavljuchkovi Chavtur, 1983
- Scleroconcha pix Kornicker, 1996
- Scleroconcha rectangularis Chavtur, 1983
- Scleroconcha ruffi Kornicker, 1988
- Scleroconcha sculpta (Brady, 1898) Kornicker, 1979
- Scleroconcha solox Kornicker, 1995
- Scleroconcha trituberculata (Lucas, 1931) Poulsen, 1962
- Scleroconcha wolffi Kornicker, 1975

Niet geaccepteerde soorten:
- Scleroconcha arcuata Poulsen, 1962 geaccepteerd als Streptoleberis arcuata (Poulsen, 1962) Eagar, 1971
- Scleroconcha flexilis (Brady, 1898) geaccepteerd als Streptoleberis flexilis (Brady, 1898) Eagar, 1971